# Philippe de la Chambre
Philippe de la Chambre (ur. ok. 1490 w Sabaudii, zm. 21 lutego 1550 w Rzymie) – sabaudzki kardynał.

## Życiorys
Urodził się ok. 1490 roku w Sabaudii, jako syn Louisa de Seyssela i Anne de La Tour d’Auvergne. 7 listopada 1533 roku został kreowany kardynałem prezbiterem i otrzymał kościół tytularny Santi Silvestro e Martino ai Monti. W okresie 1535–1538 pełnił funkcję administratora apostolskiego Belley. 24 września 1543 roku został podniesiony do rangi kardynała biskupa i otrzymał diecezję suburbikarną Frascati. W 1546 roku został administratorem diecezji Quimper. Zmarł 21 lutego 1550 roku w Rzymie.